# Zhang Lirong
Zhang Lirong (chiń. upr. 张丽荣; chiń. trad. 張麗榮; pinyin Zhāng Lìróng; ur. 3 marca 1973) – chińska lekkoatletka specjalizująca się w biegach długodystansowych.

## Sukcesy sportowe
| Rok  | Miasto        | Zawody                      | Konkurencja      | Wynik         |
| ---- | ------------- | --------------------------- | ---------------- | ------------- |
| 1992 | Seul          | Mistrzostwa świata juniorów | bieg na 3000 m   | brązowy medal |
| 1993 | Manila        | Mistrzostwa Azji            | bieg na 10 000 m | srebrny medal |
| 1993 | Stuttgart     | Mistrzostwa świata          | bieg na 3000 m   | brązowy medal |
| 1993 | Szanghaj      | Igrzyska Azji Wschodniej    | bieg na 3000 m   | złoty medal   |
| 1993 | San Sebastián | Puchar świata w maratonie   | bieg maratoński  | 3. miejsce    |
| 1994 | Hiroszima     | Igrzyska azjatyckie         | bieg maratoński  | srebrny medal |

## Rekordy życiowe
- bieg na 1500 metrów – 3:59,70 – Pekin 11/09/1993
- bieg na 3000 metrów – 8:21,84 – Pekin 13/09/1993
- bieg na 10 000 metrów – 31:09,25 – Pekin 08/09/1993
- bieg maratoński – 2:24:52 – Tiencin 04/04/1993